# Guarda Municipal de Fazenda Rio Grande
A Guarda Municipal de Fazenda Rio Grande (GMFRG), é uma instituição de segurança pública municipal que tem por finalidade exercer atividades de segurança urbana, inclusive, o policiamento ostensivo com a finalidade de proteção de pessoas, bens, serviços e instalações públicas dentro do município de Fazenda Rio Grande, Paraná. A instituição é subordinada à Secretaria de Defesa Social do município, que responde ao chefe do executivo municipal.

## Histórico
A instituição foi criada no dia 8 de abril de 1996, através do Decreto Municipal nº 21 de 1996, sendo que a regulamentação apenas surgiu com a publicação do Decreto Municipal nº 223/2002 e, atualmente, é regida pela Lei Municipal nº 052 de 2012. Em caráter nacional, as Guardas Municipais estão contidas no Art. 144, § 8 da Constituição Federal, sendo que sua atuação é, ainda, regulamentada pela Lei Federal nº 13.022 de 2014, pela Arguição de Descumprimento de Preceito Fundamental (ADPF) º 995 do Supremo Tribunal Federal (STF) e, recentemente, pelo Tema nº 656 de repercussão geral, também fixada pelo STF.

## Estrutura
A GMFRG possui várias especializações em sua instituição, estruturando-se da seguinte forma:
Equipe de Pronta Resposta: Responsável pelo patrulhamento preventivo e ostensivo dentro do município, além de responderem aos chamados feitos pelo Centro de Comando (CCOM).
Equipe Rural Ambiental: Responsável pelo patrulhamento preventivo e ostensivo com a finalidade de garantir a segurança em áreas rurais, além de realizarem a fiscalização e repressão contra crimes ao meio ambiente.
Equipe Escolar: Responsável pelo policiamento comunitário escolar, garantindo a segurança através de rondas pelo ambiente escolar a fim de prevenir ilícitos e atos infracionais. Também realizam palestras e programas educativos para promover um ambiente escolar seguro e positivo.
Grupamento Maria da Penha (GMP): Responsável por realizar a fiscalização de medidas protetivas concedidas pela Lei Maria da Penha, assim como atuar diretamente em casos de violência contra à mulher. Também participam em grupos reflexivos para os agressores, com o intuito de diminuir os índices de reincidência de violência doméstica. 
Grupamento Tático de Motos (GTAM): Responsável pelo policiamento tático motorizado com o uso de motocicletas, realizando o patrulhamento ostensivo e preventivo no município.
Rondas Ostensivas Municipais (ROMU): Responsável pelo policiamento tático dentro do município. São também responsáveis em situações de grande periculosidade ou de grande complexidade que demandem uma resposta especializada da polícia, como por exemplo, situações que envolvam assaltos à instituições financeiras, gerenciamento de crises, choque ligeiro ou até controle de distúrbios civis. É uma equipe composta por, no mínimo, quatro integrantes, sendo que dois deles utilizam armas longas com maior poder de fogo.
Grupamento de Operações com Cães (GOC): Responsável pelo patrulhamento preventivo e ostensivo com o uso de cães policiais, os quais são altamente treinados para agir em diversas situações, como por exemplo, detecção e localização de drogas, busca e salvamento, patrulhamento, recreação, entre outros.
Centro de Comando da Guarda Municipal (CCOM): Responsável pelos chamados do número 153, cadastrando e repassando as ocorrências para as Equipes de Pronta Resposta, além de coordenar as viaturas da área caso necessite intensificar o policiamento em determinada região, gerando um melhor desenvolvimento do policiamento municipal.